# Eugènia Lamarca i de Mier
Eugènia Lamarca i de Mier (Lleida, 24 octubre de 1866 - la Jonquera, 18 de setembre de 1937) va ser una hisendada catalana, coneguda per haver estat la muller de Francesc Macià i Llussà, primer president de la restaurada Generalitat de Catalunya.

## Orígens
Va néixer en una família benestant de la burgesia lleidatana, propietària de nombroses terres a la província. Era filla de l'hisendat i arquitecte Agapit Lamarca i Quintana i de Josepa de Mier i de Chaves.

## Matrimoni
El 10 de novembre de 1888, amb 22 anys es va casar amb el militar Francesc Macià i Llussà, tot i la diferència social i econòmica que els separava. El matrimoni va tenir tres fills, Joan, Josefina i Maria. Dintre dels cànons de l'època, va ser feliç i Lamarca va gaudir d'un paper important en la gestió dels assumptes econòmics de la família. D'altra banda, Macià, que procedia d'un estatus social inferior a Lamarca, va tenir accés a un cercle familiar adinerat i culte i a la vida social de la burgesia local.

## Vida econòmica i política
De manera habitual, el matrimoni format per Lamarca i Macià va residir a Vilanova i la Geltrú, d'on era originari el marit. A la mort del seu pare, el 1897, Lamarca va heretar un considerable llegat, on destacà una extensíssima finca a Vallmanya, al municipi d'Alcarràs, que va vincular la família amb les entitats econòmiques de les terres de Lleida i en els afers agrícoles, com el del canal d'Urgell. La casa de la finca va servir com a casa d'estiueig. A banda d'aquesta finca, Agapit Lamarca també li llegà un seguit de finques de Vilanova i la Geltrú, que li havien cedit en algun moment els Macià, que les havien continuat utilitzant fins aquell moment.
Malgrat aquesta quantiosa herència, el matrimoni no sempre va disposar d'una còmoda situació econòmica, especialment a causa de la necessitat de finançar les aventures polítiques de Francesc Macià, que va obligar a hipotecar Vallmanya, probablement a disgust de Lamarca, que hi tenia un fort vincle emocional. Amb tot, sempre va mantenir una actitud discreta al costat de la vida política de Macià, especialment quan ell va esdevenir president de la Generalitat de Catalunya, allunyada dels focus, fins al punt de renunciar a ser present o actuar com amfitriona d'actes oficials, on exercia en canvi la seva filla.

## Viduïtat i mort
Poc després d'esdevenir vídua, el juny de 1934 el Parlament de Catalunya va aprovar una llei atorgant-li una pensió vitalícia de 18.000 pessetes anuals, com a vídua del president Macià. La meitat d'aquesta pensió passaria a la seva filla, mentre aquesta fos soltera. Amb l'esclat de la Guerra Civil, ella i la seva filla Maria van marxar juntes a l'exili. Va morir, però, a La Jonquera, el 18 de setembre de 1937, abans d'acabar el conflicte. Uns dies després les despulles van ser traslladades i enterrades a Barcelona.